# Air Peace
Air Peace is een private Nigeriaanse luchtvaartmaatschappij. Het is de grootste luchtvaartmaatschappij van het land en heeft haar hoofdkantoor in Ikeja. Air Peace vliegt op bestemmingen in Afrika en naar Londen vanaf haar hubs op Murtala Muhammed International Airport in Lagos en Nnamdi Azikiwe International Airport in Abuja.

## Geschiedenis
Air Peace werd in 2013 opgericht met het idee om banen te creëren in Nigeria. Op 24 oktober 2014 voerde de maatschappij haar eerste vluchten uit, nadat het de AOC had ontvangen. In 2018 ging dochteronderneming Air Peace Hopper van start om korteafstandsvluchten uit te voeren. Begin 2021 ontving de maatschappij de eerste Embraer E195-E2 van Afrika. In mei 2022 dreigde Air Peace alle vluchten te staken uit protest, omdat de kerosine te duur werd. Dit werd op het allerlaatste moment voorkomen, doordat de overheid onderhandelingen aanging. In 2024 investeerde Air Peace in LIAT20, de nationale luchtvaartmaatschappij van Antigua en Barbuda en de opvolger van LIAT. Air Peace nam een aandeel van 70% en verhuurt enkele toestellen van Air Peace Hopper aan LIAT 20. Eind december 2024 circuleerde op sociale media het nieuws dat een vlucht van Air Peace was neergestort, dit was echter niet waar.

## Vloot

### Huidige vloot

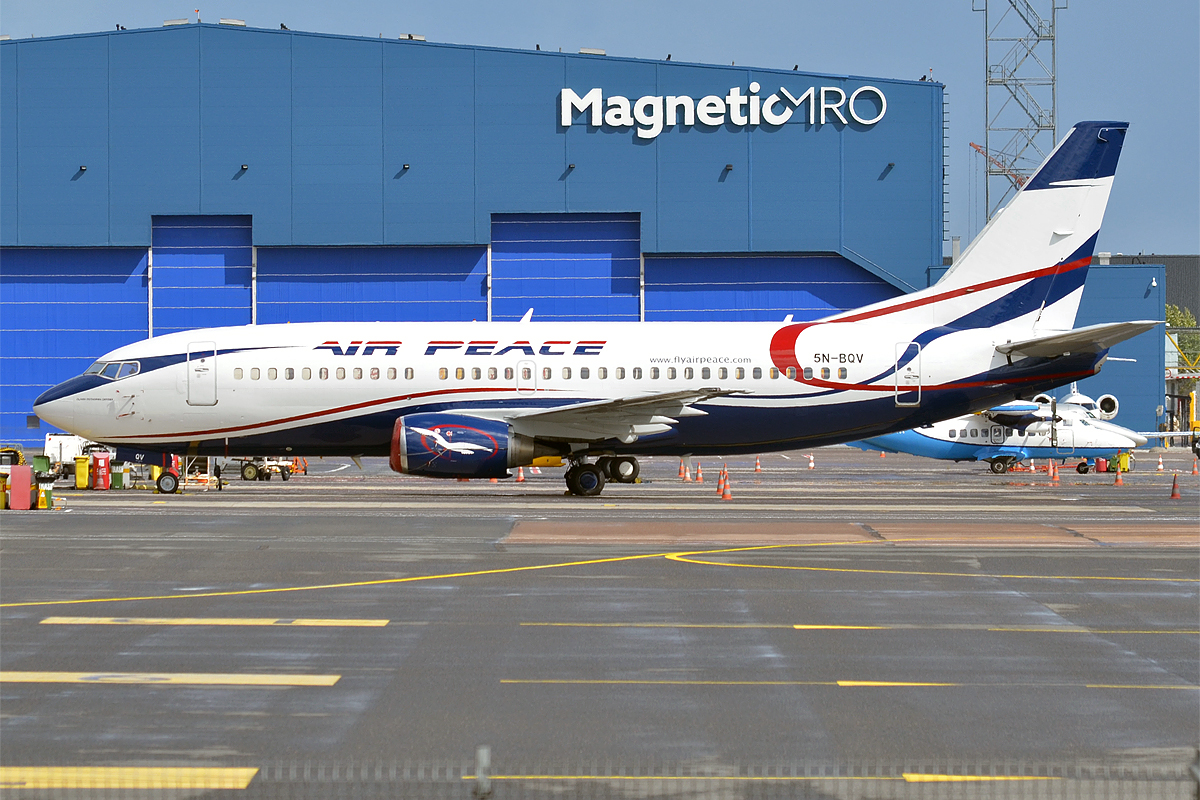
Een Boeing 737-300 van Air Peace

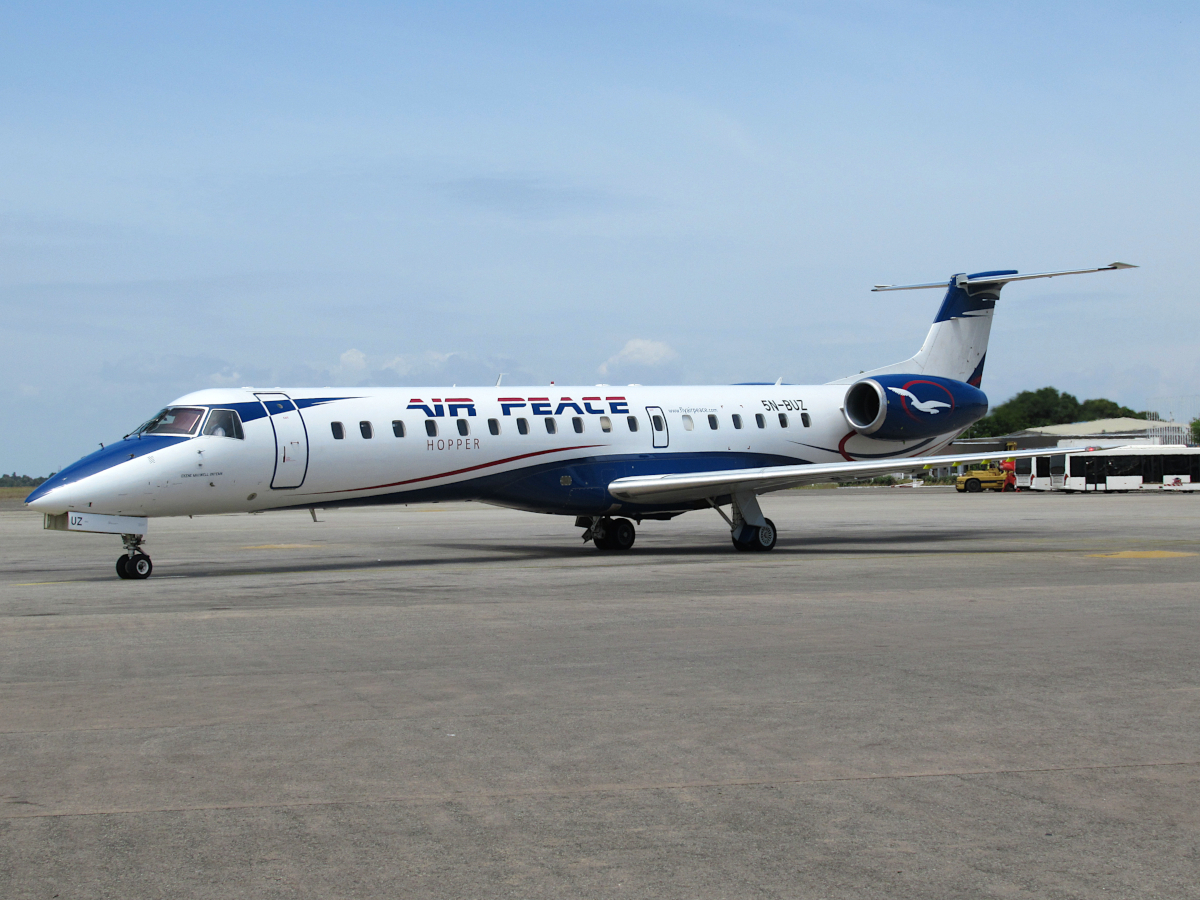
Een Embraer 145 van Air Peace Hopper

De vloot van Air Peace bestaat uit de volgende toestellen (maart 2025):
| Type             | In dienst | Orders | Opmerkingen                      |
| ---------------- | --------- | ------ | -------------------------------- |
| Boeing 737-300   | 7         | —      |                                  |
| Boeing 737-500   | 3         | —      |                                  |
| Boeing 737-800   | 4         | —      |                                  |
| Boeing 777-200ER | 2         | —      |                                  |
| Boeing 777-300   | 2         | —      |                                  |
| Embraer 145      | 8         | —      |                                  |
| Embraer 175      | —         | 5      | [ 20 ] [ 21 ]                    |
| Embraer E195-E2  | 5         | —      | Uitgevoerd door Air Peace Hopper |
| Totaal           | 31        | 5      |                                  |

### Voormalige vloot
De vloot van Air Peace bestond ook uit de volgende toestellen:
| Type                         | Aantal | In dienst | Uitgefaseerd | Opmerkingen                |
| ---------------------------- | ------ | --------- | ------------ | -------------------------- |
| Airbus A320-200              | 13     | 2022      | 2025         | Geleased van SmartLynx     |
| Boeing 737-300               | 1      | 2015      | 2019         | 5N-BQO                     |
| Boeing 737-500               | 2      | 2014      | 2021         | 5N-BQR & 5N-BRN            |
| Boeing 737-700               | 2      | 2023      | 2025         | Geleased van Eznis Airways |
| Boeing 737-800               | 2      | 2019      | 2023         |                            |
| Fairchild Dornier 328JET-300 | 3      | 2013      | 2016         |                            |

## Bestemmingen
Air Peace vliegt naar de volgende bestemmingen (maart 2025):
| Land                | Stad          | Luchthaven                              | Opmerkingen |
| ------------------- | ------------- | --------------------------------------- | ----------- |
| Benin               | Cotonou       | Luchthaven Cadjehoun                    |             |
| Gambia              | Banjul        | Luchthaven Banjul Internationaal        |             |
| Ghana               | Accra         | Luchthaven Kotoka Internationaal        |             |
| Ivoorkust           | Abidjan       | Luchthaven Port Bouët                   |             |
| Kameroen            | Douala        | Luchthaven Douala Internationaal        |             |
| Liberia             | Monrovia      | Luchthaven Roberts Internationaal       |             |
| Nigeria             | Abuja         | Nnamdi Azikiwe International Airport    | hub         |
| Nigeria             | Akure         | Akure Airport                           |             |
| Nigeria             | Asaba         | Asaba International Airport             |             |
| Nigeria             | Benin City    | Benin Airport                           |             |
| Nigeria             | Calabar       | Margaret Ekpo International Airport     |             |
| Nigeria             | Enugu         | Akanu Ibiam International Airport       |             |
| Nigeria             | Gombe         | Brigadier Zakari Maimalari Airport      |             |
| Nigeria             | Ilorin        | Ilorin International Airport            |             |
| Nigeria             | Kaduna        | Kaduna International Airport            |             |
| Nigeria             | Kano          | Mallam Aminu Kano International Airport |             |
| Nigeria             | Lagos         | Murtala Muhammed International Airport  | hub         |
| Nigeria             | Maiduguri     | Maiduguri International Airport         |             |
| Nigeria             | Owerri        | Sam Mbakwe Airport                      |             |
| Nigeria             | Port Harcourt | Port Harcourt International Airport     |             |
| Nigeria             | Uyo           | Akwa Ibom Airport                       |             |
| Nigeria             | Yola          | Yola Airport                            |             |
| Senegal             | Dakar         | Internationale luchthaven Blaise Diagne |             |
| Sierra Leone        | Freetown      | Internationale luchthaven Freetown      |             |
| Verenigd Koninkrijk | Londen        | London Gatwick Airport                  |             |

### Codeshare-overeenkomsten
Air Peace onderhoudt codeshare-overeenkomsten met de volgende luchtvaartmaatschappijen:
- Emirates[23][24]

## Incidenten en ongevallen
Air Peace raakte betrokken bij meerdere incidenten en ongevallen en raakte meermaals in opspraak. Alle incidenten betroffen een Boeing 737.
- Op 14 december 2018 verloor een Boeing 737-300 van Air Peace de cabinedruk op 31000 voet.[28] De bemanning besloot de vlucht van Lagos naar Enugu voort te zetten, ondanks het feit dat de zuurstofmaskers uitgeklapt waren.[29] Er zaten 130 passagiers en 6 bemanningsleden aan boord, twee passagiers moesten worden behandeld vanwege complicaties door decompressie.[30]
- Op 15 mei 2019 voerde een Boeing 737-300 een harde landing uit op de luchthaven van Lagos.[31] Hierdoor beschadigden een motor en het landingsgestel.[32] Niemand raakte gewond.
- Op 22 juni 2019 raakte een Boeing 737-500 van de baan in Enugu na de landing in zware regen en kwam in de modder tot stilstand.[33][34]
- Op 23 juli 2019 landde een Boeing 737-300 op de luchthaven van Lagos, waarna beide neuswielen loskwamen.[35] Het vliegtuig met 136 mensen aan boord kwam tot stilstand op de landingsbaan, één passagier raakte lichtgewond.[36]
- Op 5 november 2019 stopte de motor ermee tijdens een vlucht van Lagos naar Owerri.[37] De Boeing 737-500 keerde terug en landde zonder verdere problemen.[38]
- Op 24 juli 2021 klapten de beide neuswielen na de landing in Ilorin.[39] Het vliegveld werd gesloten totdat de Boeing 737-500 van de baan gesleept was.[40]
- Op 22 november 2021 stopte stopte de motor ermee van een Boeing 737-300 na het vertrek vanuit Owerri naar Lagos, dat kwam door een vogelaanvaring.[41] Het toestel keerde terug en kon veilig landen met één werkende motor.
- Op 11 december 2021 botste een Boeing 737-300 met eenzelfde toestel van Max Air op de luchthaven van Benin City tijdens het taxiën.[42] Beide toestellen raakten licht beschadigd.[43]